# Giulio Fasolo
Giulio Fasolo (Vicenza, 7 ottobre 1885 – ...) è stato un allenatore di calcio e calciatore italiano, di ruolo difensore o mediano.

## Carriera
È uno dei primi giocatori di Vicenza.
Nel 1910 ha disputato il Campionato Veneto, giocato fra tre squadre. Ogni sodalizio gioca quindi quattro incontri, e Fasolo è sempre presente debuttando il 20 febbraio 1910 in Vicenza-Venezia (1-1).
Dal 1909 al 1922 è anche il direttore tecnico (figura che successivamente verrebbe indicata con l'allenatore) della squadra dopo le dimissioni del prof. Scarpa.
In seguito fu insegnante al Liceo Classico "Pigafetta" di Vicenza negli anni Trenta. Luigi Meneghello, nei Fiori Italiani (1976), lo ritrae così: "Era stato il centrimediano della squadra ci calcio cittadina molti anni prima della guerra, ed era un cultore serio di storia dell'arte locale. Ha lasciato un libretto sulle ville vicentine che conta ancora qualcosa".